# Нюлль, Эдуард ван дер
Эдуард ван дер Нюлль (нем. Eduard van der Nüll; 9 января 1812, Вена — 4 апреля 1868, Вена) — австрийский архитектор периода историзма и эклектики в западноевропейском искусстве. В столице Австрии этот период именовали временем «Стиля Рингштрассе» (нем. Ringstraßenstil) по названию улицы, застроенной престижными зданиями и громоздкими разностильными особняками пышной эклектической архитектуры, вызывавшей ироничную критику прогрессивно мыслящих архитекторов.
Эдуард ван дер Нюлль был профессором архитектуры Венской академии изобразительных искусств. Работал в творческом союзе со своим другом Августом Зикардом фон Зикардсбургом. Участвовал в возведении здания венского Арсенала. Наиболее известная работа — здание Венской государственной оперы (1861—1869). Общественность подвергла это сооружение жёсткой критике: здание выглядело приземистым, потеряв в высоте из-за подъёма уровня улицы на один метр. Его сравнивали с тонущим ящиком и называли Кёниггрецем от искусства. Раскритиковал здание и император Франц Иосиф I.
Ван дер Нюлль, не выдержав травли, покончил собой: повесился 4 апреля 1868 года. Его коллега Зикардсбург умер спустя 10 недель от туберкулёза. Самоубийство архитектора шокировало императора и заставило общественность и критиков впоследствии быть осторожнее в оценках произведений искусства. Ван дер Нюлль похоронен на Центральном кладбище Вены. Его имя носит один из переулков австрийской столицы. Учеником ван дер Нюлля был Франц фон Нойман.